# خوزه باپتیستا پینیرو دی آزودو
خوزه باپتیستا پینیرو دی آزودو (انگلیسی: José Baptista Pinheiro de Azevedo؛ ۵ ژوئن ۱۹۱۷ – ۱۰ اوت ۱۹۸۳) یک سیاست‌مدار اهل پرتغال بود.